# Orlandeli
Walmir Americo Orlandeli (Bebedouro, 1974), mais conhecido como Orlandeli, é um quadrinista e publicitário brasileiro. Começou sua carreira em 1995, publicando a tira cômica Violência Gratuita no jornal Diário da Região. Nesta tira surgiu seu principal personagem, Grump (inicialmente chamado de Krumb), que passou a ser o "titular" das tiras de Orlandeli. Entre seus principais trabalhos de quadrinhos, destacam-se (SIC) (sua primeira publicação impressa, de 2010), Eu matei o Libório, O mundo de Yang e Daruma. Em 2017, Orlandeli publicou os romances gráficos Chico Bento - Arvorada (parte da série Graphic MSP) e O Sinal, ambos finalistas do Prêmio Jabuti de 2018 na categoria "Histórias em quadrinhos". Arvorada ainda foi vencedor, no mesmo ano, do Troféu HQ Mix na categoria "melhor publicação juvenil". Em março de 2020, participou do financiamento coletivo no Catarse de uma coletânea inspiradas nos Mitos de Cthulhu de H. P. Lovecraft pela Skript Editora.